# Свірі
Свірі (груз. სვირი) — село в Грузії.
За даними перепису населення 2014 року в селі проживає 436 осіб.